# The Byrds
The Byrds – amerykańska grupa muzyczna założona w 1964 roku w Los Angeles, w Kalifornii przez Rogera McGuinna. 
Zespół stworzył unikatowy styl muzyczny łączący folk rock z rockiem psychodelicznym; w znacznym stopniu wpłynął on również na powstanie jangle popu bazującego na gitarze dwunastostrunowej, country rocka oraz raga rocka. Przez cały okres działalności grupa cieszyła się statusem jednego ze sztandarowych aktów artystycznych ruchu „dzieci kwiatów”. 

## Działalność
W założeniu grupa The Byrds była amerykańską odpowiedzią na tzw. brytyjską inwazję, stając się jednym z najsłynniejszych zespołów reprezentujących rodzący się ruch hippisowski. Założyciele grupy, Roger McGuinn oraz Gene Clark, zdefiniowali (obok Boba Dylana oraz Grama Parsonsa) brzmienie folk rocka, nowoczesnego country oraz americana, kładąc fundament pod przyszły rozwój tych gatunków. Brzmienie zespołu było na ogół łagodne, oparte na pogodnych tekstach, powolnej grze gitar akustycznych oraz charakterystycznych harmoniach wokalnych, które w późniejszym czasie zainspirowały takie zespoły, jak Crosby, Stills and Nash, Grateful Dead czy Eagles. Styl życia związany z działalnością The Byrds stanowił również jedną z głównych inspiracji dla powstania filmu Dennisa Hoppera, Swobodny jeździec z 1969 roku.
Działalność grupy można podzielić na trzy etapy:
- 1964–1965: okres popu;
- 1966–1968: okres psychodeliczny;
- 1968–1973: okres country.

W 1991 grupa została wprowadzona do Rock and Roll Hall of Fame. Laudację zespołu wygłosił Don Henley, perkusista i wokalista Eagles.

## Styl i filozofia twórcza
Grupa The Byrds zaliczana jest, obok Grateful Dead oraz Jefferson Airplane, do tzw. „pierwszej fali amerykańskiej psychodelii”. Wraz z kwartetem The Mamas & the Papas współtworzyła także scenę „południowokalifornijskiego folku”.
Treściowo muzyka The Byrds łączyła dwa biegunowo różne oblicza kultury amerykańskiej: z jednej strony protestancką religijność oraz sentymentalne przywiązanie do biblijnych tradycji Stanów Zjednoczonych, a z drugiej strony dążenia związane z awangardą psychodeliczną, hippisowskim indywidualizmem oraz rewolucją obyczajową. Inspirowany biblijną Księgą Koheleta (3,1-20) największy przebój grupy Turn! Turn! Turn! stał się sztandarowym hymnem ruchu Flower Power:
Wszystko na świecie płynie, płynie, płynie,

czas ciągle płynie, płynie, płynie,

na wszystko jest czas właściwy pod tym niebem.
Ta specyficzna, folkowo-psychodeliczna interpretacja pieśni Petera Seegera stała się również przykładem hippisowskiego kaznodziejstwa, które językiem biblijnym ogłaszała czas rewolucyjnych zmian w społeczeństwie. Inny znany utwór, Wasn't Born to Follow, pojawiając się także w filmie Swobodny jeździec, stał się jednym z głównych znaków rozpoznawczych kultury tzw. „easy riders”, motocyklistów poszukujących własnych dróg wolności. 
Na późniejszym etapie twórczość The Byrds coraz częściej sięgała po wątki chrześcijańskie, tworząc rockowe aranżacje tradycyjnych piosenek religijnych. Miał na to wpływ religijny zwrot Rogera McGuinna, o którym on sam mówił dla wywiadu na łamach „Christianity Today”:
W 1977 roku spotkałem pewnego chłopaka, który siedział akurat na moim podwórku. Powiedział, że Jezus zainspirował go do tego, aby podzielić się ze mną kilkoma napisanymi przez siebie piosenkami (...). Pomyślałem wówczas, że ten człowiek oszalał. Nie chciałem słuchać ani jego, ani piosenek, z którymi przyszedł, więc od razu zamknąłem się w domu. Chłopak, odchodząc, pozostawił mnie jednak z dziwnym uczuciem (...). Niedługo po tych doświadczeniach poznałem pianistę jazzowego o imieniu Billy. Był chrześcijaninem, więc gdy tylko opowiadałem mu o trudnych uczuciach, z którymi się zmagałem, to stwierdził, że chodzi o duchowy ucisk. Modlił się za mnie, prosząc Boga, aby uwolnił mnie od tych problemów, ale nic się nie wydarzyło (...). Pewnego dnia sam zacząłem się modlić (...). Powiedziałem cicho: Dobrze, przyjmuję Jezusa.

## Dyskografia
- 1965: Mr. Tambourine Man
- 1965: Turn! Turn! Turn!
- 1966: Fifth Dimension
- 1967: Younger Than Yesterday
- 1968: The Notorious Byrd Brothers
- 1968: Sweetheart of the Rodeo
- 1969: Dr. Byrds & Mr. Hyde
- 1969: Live at the Fillmore West February 1969
- 1969: Ballad of Easy Rider
- 1970: Untitled
- 1971: Byrdmaniax
- 1971: Farther Along
- 1973: Byrds